# Beni Bahdel
Beni Bahdel est une commune de la wilaya de Tlemcen en Algérie.

## Géographie

### Situation
Le territoire de la commune de Beni Bahdel est situé au centre de la wilaya de Tlemcen, à environ 26 km à vol d'oiseau au sud-ouest de Tlemcen, dans les monts de Tlemcen.
| Sidi Medjahed | Bouhlou            | Aïn Ghoraba |
| Sidi Medjahed | Beni Bahdel        | Azails      |
| Beni Snous    | Beni Snous, Azails | Azails      |

### Localités de la commune
En 1984, la commune de Beni Bahdel est constituée à partir des localités suivantes :
- zebayer
- Carrière
- Tassa
- Keddara
- Aïn Boudaoud
- El gaada
- ouled djelloul
- Ouled belehcen

## Économie
Un barrage a été construit sur le territoire de la commune entre 1935 et 1940.

## Démographie
Selon le recensement général de la population et de l'habitat de 2008, la population de la commune de Beni Bahdel est évaluée à 2 801 habitants contre 2 660 en 1998, c'est l'une des communes les moins peuplées de la wilaya de Tlemcen.